# Черчен (уезд)
Уезд Черче́н (уйг. چەرچەن ناھىيىسى‎) или уезд Цемо (кит. упр. 且末县, пиньинь Qiěmò xiàn, палл. Цемо сянь) — уезд в Баян-Гол-Монгольском автономном округе Синьцзян-Уйгурского автономного района КНР. Власти уезда размещаются в посёлке Черчен.

## История
Царство Цемо́ (且末) упомянуто в «Ханьшу» и «Хоу Ханьшу». Согласно «Ханьшу», в период ранней Хань царство Цемо насчитывало 230 домов, 1610 жителей и 320 человек, способных держать оружие в руках. После ханьского завоевания администрация состояла из 3 китайских чиновников и переводчика. Из занятий жителей отмечено выращивание винограда и других плодов.
Современный уезд был образован в 1914 году и назван в честь древнего царства. 12 апреля 1950 года был создан Специальный район Яньци (焉耆专区), и уезд вошёл в его состав. 23 июня 1954 года он был расформирован, и уезд стал подчиняться Специальному району Корла (库尔勒专区). В декабре 1960 года Специальный район Корла был расформирован, и уезд перешёл в состав Баян-Гол-Монгольского автономного округа.

## Административное деление
Уезд Черчен делится на 3 посёлка и 9 волостей.

## Экономика
Развиты добыча нефти в Таримском бассейне и солнечная энергетика (проекты компании PetroChina).
Имеются фермы по разведению рыбы и культивированию жемчуга.

## Транспорт
В уезде расположен аэропорт Цемо.